# Lijst van liedjes in Glee (seizoen 6)
Hieronder volgt een lijst van liedjes in het zesde seizoen van Glee, een Amerikaanse, komische en muzikale televisieserie van Fox. De show werd gecreëerd door Ryan Murphy, Brad Falchuk en Ian Brennan en bevat vele covers van liedjes die door de personages in de serie gezongen worden. Murphy is verantwoordelijk voor het selecteren van alle gebruikte liedjes, en streeft naar een evenwicht tussen wat oudere klassiekers en hits, want hij wil graag "voor ieder wat wils in elke aflevering". Als Murphy een nummer heeft uitgekozen wordt door music supervisor P.J. Bloom de rechten geregeld met de oorspronkelijke uitgevers. Muziek producer Adam Anders arrangeert het nummer voor de Glee cast. Nummers worden vooraf door de cast ingezongen, terwijl choreograaf Zach Woodlee de bijbehorende dansbewegingen bedenkt. Deze worden vervolgens geleerd aan de cast en later gefilmd. Het proces begint zes tot acht weken voordat elke aflevering wordt gefilmd en kan pas op de dag van het filmen eindigen. Het zesde seizoen heeft het minst afleveringen van alle seizoenen. Er werd ook bekendgemaakt dat het zesde seizoen het laatste zou zijn.

## Liedjes
| Titel                                          | Versie gecoverd                             | Uitgevoerd door | Aflevering                             | Single | Album                                               | Bron |
| ---------------------------------------------- | ------------------------------------------- | --- | -------------------------------------- | ------ | --------------------------------------------------- | ---- |
| Uninvited                                      | Alanis Morissette                           | Rachel Berry | 1. Loser Like Me                       | Nee    | Glee: The Music, Loser Like Me                      |      |
| Suddenly Seymour                               | Little Shop of Horrors                      | Blaine Anderson en Rachel Berry                                                                                                   | 1. Loser Like Me                       | Nee    | Glee: The Music, Loser Like Me                      |      |
| Sing                                           | Ed Sheeran                                  | Blaine Anderson met de Dalton Academy Warblers                                                                                    | 1. Loser Like Me                       | Nee    | Glee: The Music, Loser Like Me                      |      |
| Dance the Night Away                           | Van Halen                                   | Vocal Adrenaline | 1. Loser Like Me                       | Nee    | Glee: The Music, Loser Like Me                      |      |
| Let It Go                                      | Frozen                                      | Rachel Berry | 1. Loser Like Me                       | Nee    | Glee: The Music, Loser Like Me                      |      |
| Take on Me                                     | A-ha                                        | New Directions reünisten | 2. Homecoming                          | Nee    | Glee: The Music, Homecoming                         |      |
| Tightrope                                      | Janelle Monáe feat. Big Boi                 | Jane met Dalton Academy Warblers                                                                                                  | 2. Homecoming                          | Nee    | Glee: The Music, Homecoming                         |      |
| Problem                                        | Ariana Grande feat. Iggy Azalea             | Artie Abrams, Brittany Pierce, Quinn Fabray en Santana Lopez                                                                      | 2. Homecoming                          | Nee    | Glee: The Music, Homecoming                         |      |
| Mustang Sally                                  | Wilson Pickett                              | Roderick met Brittany Pierce, Quinn Fabray en Santana Lopez                                                                       | 2. Homecoming                          | Nee    | Glee: The Music, Homecoming                         |      |
| Home                                           | Edward Sharpe and the Magnetic Zeros        | New Directions reünisten, Jane, Madison, Mason, Roderick, en Spencer                                                              | 2. Homecoming                          | Nee    | Glee: The Music, Homecoming                         |      |
| It's Too Late                                  | Carole King                                 | Blaine Anderson en Kurt Hummel | 3. Jagged Little Tapestry              | Nee    | Glee: The Music, Jagged Little Tapestry             |      |
| Hand in My Pocket/I Feel the Earth Move        | Alanis Morissette/Carole King               | Brittany Pierce en Santana Lopez                                                                                                  | 3. Jagged Little Tapestry              | Nee    | Glee: The Music, Jagged Little Tapestry             |      |
| Will You Still Love Me Tomorrow/Head Over Feet | Carole King/Alanis Morissette               | Jane en Mason | 3. Jagged Little Tapestry              | Nee    | Glee: The Music, Jagged Little Tapestry             |      |
| So Far Away                                    | Carole King                                 | Quinn Fabray en Tina Cohen-Chang                                                                                                  | 3. Jagged Little Tapestry              | Nee    | Glee: The Music, Jagged Little Tapestry             |      |
| You Learn/You've Got a Friend                  | Alanis Morissette/Carole King               | Reünisten en New Directions | 3. Jagged Little Tapestry              | Nee    | Glee: The Music, Jagged Little Tapestry             |      |
| Bitch                                          | Meredith Brooks                             | Sue Sylvester | 4. The Hurt Locker, Part One           | Nee    | Glee: The Music, The Hurt Locker                    |      |
| A Thousand Miles                               | Vanessa Carlton                             | Rachel Berry en Sam Evans | 4. The Hurt Locker, Part One           | Nee    | Glee: The Music, The Hurt Locker                    |      |
| Rock Lobster                                   | The B-52's                                  | Vocal Adrenaline | 4. The Hurt Locker, Part One           | Nee    | Glee: The Music, The Hurt Locker                    |      |
| Whip It                                        | Devo                                        | Vocal Adrenaline | 4. The Hurt Locker, Part One           | Nee    | Glee: The Music, The Hurt Locker                    |      |
| My Sharona                                     | The Knack                                   | The Warblers | 4. The Hurt Locker, Part Two           | Nee    | Glee: The Music, The Hurt Locker                    |      |
| You Spin Me Round (Like a Record)              | Dead or Alive                               | The Warblers | 5. The Hurt Locker, Part Two           | Nee    | Glee: The Music, The Hurt Locker, Part 2            |      |
| It must have been love                         | Roxette                                     | Kitty Wilde en Spencer Porter met New Directions                                                                                  | 5. The Hurt Locker, Part Two           | Nee    | Glee: The Music, The Hurt Locker, Part 2            |      |
| Father Figure                                  | George Michael                              | Roderick met New Directions | 5. The Hurt Locker, Part Two           | Nee    | Glee: The Music, The Hurt Locker, Part 2            |      |
| All Out of Love                                | Air Supply                                  | Jane, Madison en Mason met New Directions                                                                                         | 5. The Hurt Locker, Part Two           | Nee    | Glee: The Music, The Hurt Locker, Part 2            |      |
| I'll Never Fall In Love Again                  | Cast van Promises, Promises                 | Rachel Berry en Sam Evans | 6. What the World Needs Now Is Love    | Nee    | Glee: The Music, What The World Needs Now Is Love   |      |
| Baby It's You                                  | The Shirelles                               | Mercedes Jones met Brittany Pierce, Rachel Berry en Santana Lopez                                                                 | 6. What the World Needs Now Is Love    | Nee    | Glee: The Music, What The World Needs Now Is Love   |      |
| Wishin' and Hoping                             | Dionne Warwick                              | Artie Abrams, Blaine Anderson, Brittany Pierce en Sam Evans                                                                       | 6. What the World Needs Now Is Love    | Nee    | Glee: The Music, What The World Needs Now Is Love   |      |
| Arthur's Theme                                 | Christopher Cross                           | New Directions' mannelijke reünisten en huidige mannelijke leden                                                                  | 6. What the World Needs Now Is Love    | Nee    | Glee: The Music, What The World Needs Now Is Love   |      |
| Promises, Promises                             | Cast van Promises, Promises                 | Rachel Berry | 6. What the World Needs Now Is Love    | Nee    | Glee: The Music, What The World Needs Now Is Love   |      |
| They Long to be Close to You                   | Richard Chamberlain                         | Sam Evans | 6. What the World Needs Now Is Love    | Nee    | Glee: The Music, What The World Needs Now Is Love   |      |
| Alfie                                          | Cilla Black                                 | Santana Lopez | 6. What the World Needs Now Is Love    | Nee    | Glee: The Music, What The World Needs Now Is Love   |      |
| What the World Needs Now                       | Jackie DeShannon                            | New Directions, reünisten en Will Schuester                                                                                       | 6. What the World Needs Now Is Love    | Nee    | Glee: The Music, What The World Needs Now Is Love   |      |
| You Give Love a Bad Name                       | Bon Jovi                                    | Vocal Adreneline | 7. Transitioning                       | Nee    | Glee: The Music, Transitioning                      |      |
| Same Love                                      | Macklemore en Ryan Lewis feat. Mary Lambert | Unique Adams en Will Schuester | 7. Transitioning                       | Nee    | Glee: The Music, Transitioning                      |      |
| All About That Bass                            | Meghan Trainor                              | Mercedes Jones en Roderick | 7. Transitioning                       | Nee    | Glee: The Music, Transitioning                      |      |
| Somebody Loves You                             | Betty Who                                   | Blaine Anderson en Kurt Hummel | 7. Transitioning                       | Nee    | Glee: The Music, Transitioning                      |      |
| Time after Time                                | Cyndi Lauper                                | Rachel Berry en Sam Evans | 7. Transitioning                       | Nee    | Glee: The Music, Transitioning                      |      |
| I Know Where I've Been                         | Cast van Hairspray                          | Unique Adams met Transpersons Choir                                                                                               | 7. Transitioning                       | Nee    | Glee: The Music, Transitioning                      |      |
| I'm So Excited                                 | The Pointer Sisters                         | Brittany Pierce, Carole Hudson-Hummel, Maribel Lopez, Mercedes Jones, Pam Anderson, Santana Lopez, Sugar Motta, en Whitney Pierce | 8. A Wedding                           | Nee    | Glee: The Music, A Wedding                          |      |
| Hey Ya!                                        | OutKast                                     | NTB | 8. A Wedding                           | Nee    | Glee: The Music, A Wedding                          |      |
| At Last                                        | Etta James                                  | Artie Abrams en Mercedes Jones | 8. A Wedding                           | Nee    | Glee: The Music, A Wedding                          |      |
| Our Day Will Come                              | Ruby & the Romantics                        | Blaine Anderson, Brittany Pierce, Kurt Hummel en Santana Lopez                                                                    | 8. A Wedding                           | Nee    | Glee: The Music, A Wedding                          |      |
| Lose My Breath                                 | Destiny's Child                             | Myron Muskovitz | 9. Child Star                          | Nee    | Glee: The Music, Child Star                         |      |
| Friday I'm in love                             | The Cure                                    | Spencer Porter met New Directions                                                                                                 | 9. Child Star                          | Nee    | Glee: The Music, Child Star                         |      |
| I Want to Break Free                           | Queen                                       | Mason McCarthy | 9. Child Star                          | Nee    | Glee: The Music, Child Star                         |      |
| Uptown Funk                                    | Mark Ronson feat. Bruno Mars                | New Directions | 9. Child Star                          | Nee    | Glee: The Music, Child Star                         |      |
| Break Free                                     | Ariana Grande feat. Zedd                    | Myron Muskovitz, Rachel Berry, Sam Evans, Sheldon Beiste, Sue Sylvester, Will Schuester en New Directions                         | 9. Child Star                          | Nee    | Glee: The Music, Child Star                         |      |
| Cool Kids                                      | Echosmith                                   | New Directions | 9. Child Star                          | Nee    | Glee: The Music, Child Star                         |      |
| Rather Be                                      | Clean Bandit feat. Jess Glynne              | New Directions | 10. The Rise and Fall of Sue Sylvester | Nee    | Glee: The Music, The Rise and Fall of Sue Sylvester |      |
| The Trolley Song                               | Cast van Meet Me in St. Louis               | Doris Sylvester en Sue Sylvester                                                                                                  | 10. The Rise and Fall of Sue Sylvester | Nee    | Glee: The Music, The Rise and Fall of Sue Sylvester |      |
| Far From Over                                  | Frank Stallone                              | Vocal Adrenaline | 10. The Rise and Fall of Sue Sylvester | Nee    | Glee: The Music, The Rise and Fall of Sue Sylvester |      |
| The Final Countdown                            | Europe                                      | Sue Sylvester en Will Schuester                                                                                                   | 10. The Rise and Fall of Sue Sylvester | Nee    | Glee: The Music, The Rise and Fall of Sue Sylvester |      |
| Rise                                           | Glee                                        | New Directions | 10. The Rise and Fall of Sue Sylvester | Nee    | Glee: The Music, The Rise and Fall of Sue Sylvester |      |
| Listen to Your Heart                           | NTB                                         | Rachel Berry en Jesse st. James                                                                                                   | 11. "We Built This Glee Club"          | Nee    | Glee: The Music, We Built This Glee Club            |      |
| We Built This City                             | Starship                                    | Vocal Adrenaline | 11. "We Built This Glee Club"          | Nee    | Glee: The Music, We Built This Glee Club            |      |
| Mickey                                         | Toni Basil                                  | Vocal Adrenaline | 11. "We Built This Glee Club"          | Nee    | Glee: The Music, We Built This Glee Club            |      |
| Take Me to Church                              | Hozier                                      | New Directions | 11. "We Built This Glee Club"          | Nee    | Glee: The Music, We Built This Glee Club            |      |
| Chandelier                                     | Sia                                         | New Directions | 11. "We Built This Glee Club"          | Nee    | Glee: The Music, We Built This Glee Club            |      |
| Come Sail Away                                 | Styx                                        | New Directions | 11. "We Built This Glee Club"          | Nee    | Glee: The Music, We Built This Glee Club            |      |
| Popular                                        | Wicked                                      | Kurt Hummel & Rachel Berry | 12. 2009                               | Nee    | Glee: The Music, 2009                               |      |
| I’m His Child                                  | Zella Jackson Price                         | Mercedes Jones | 12. 2009                               | Nee    | Glee: The Music, 2009                               |      |
| I Kissed A Girl                                | Katy Perry                                  | Tina Cohen-Chang | 12. 2009                               | Nee    | Glee: The Music, 2009                               |      |
| Pony                                           | Ginuwine                                    | Artie Abrams | 12. 2009                               | Nee    | Glee: The Music, 2009                               |      |
| Don't Stop Believin'                           | Journey                                     | New Directions | 12. 2009                               | Nee    | Glee: The Music, 2009                               |      |
| Teach Your Children                            |                                             | Will Schuester met The new directions                                                                                             | 13. Dreams Come True                   | Nee    | Glee: The Music, Dreams Come True                   |      |
| Someday We'll Be Together                      | Diana Ross & The Supremes                   | Mercedes Jones | 13. Dreams Come True                   |        | Glee: The Music, Dreams Come True                   |      |
| Daydream Believer                              | The Monkees                                 | Blaine Anderson & Kurt Hummel | 13. Dreams Come True                   | Nee    | Glee: The Music, Dreams Come True                   |      |
| The Winner Takes It All                        | ABBA                                        | Will Schuester met Sue Sylvester                                                                                                  | 13. Dreams Come True                   | Nee    | Glee: The Music, Dreams Come True                   |      |
| This Time                                      | Origineel                                   | Rachel Berry | 13. Dreams Come True                   | Nee    | Glee: The Music, Dreams Come True                   |      |
| I Lived                                        | OneRepublic                                 | New Directions | 13. Dreams Come True                   | Nee    | Glee: The Music, Dreams Come True                   |      |